# The Brawl to End it All
The Brawl to End It All est un spectacle de catch (lutte professionnelle) organisé par la World Wrestling Federation le 23 juillet 1984 au Madison Square Garden à New York et diffusé en direct sur la chaîne MTV. Ce spectacle est essentiellement connu pour le match opposant Wendi Richter à The Fabulous Moolah où Richter devient championne féminine de la WWF.

## Contexte
En 1983, le manager Lou Albano rencontre Cyndi Lauper et Lauper lui propose d'apparaître dans le clip Girls Just Want to Have Fun. En avril 1984, Cyndi Lauper commence à apparaître dans les émissions de la WWF et s'en prend à Capt. Lou Albano qui tient des propos sexiste. Lauper devient dans les semaines qui suivent la manager de Wendi Richter tandis qu'Albano accompagne The Fabulous Moolah qui est alors la championne féminine de la WWF.

## Déroulement
L'émission commence avec une présentation rapide de Gorilla Monsoon et Gene Okerlund qui vont commenter les différents combats.
Le premier match oppose Sika à Ron Shaw. Après une période d'observation entre les deux hommes, Sika ne vend pas les impacts des coups de poing de Shaw. Sika conclu le match quelques minutes plus tard en mettant Shaw au sol puis en plongeant la tête la première sur son torse.
| #                                          | Match                                                                                   | Stipulation                                                          | Durée |
| ------------------------------------------ | --------------------------------------------------------------------------------------- | -------------------------------------------------------------------- | ----- |
| 1                                          | Sika bat Ron Shaw                                                                       | Match simple                                                         | 6:34  |
| 2                                          | Iron Sheik bat Tony Garea                                                               | Match simple                                                         | 05:56 |
| 3                                          | Tito Santana contre Bob Orton, Jr. se termine sur un égalité (limite de temps atteinte) | Match simple                                                         | 20:00 |
| 4                                          | Bob Backlund bat Butcher Vachon                                                         | Match simple                                                         | 7:24  |
| 5                                          | Hulk Hogan (c) bat Greg Valentine                                                       | Match simple pour le championnat du monde poids lourd de la WWF      | 10:24 |
| 6                                          | Antonio Inoki (c) bat Charlie Fulton (en)                                               | Match simple pour le championnat du monde d'arts martiaux de la WWF  | 3:50  |
| 7                                          | Adrian Adonis et Dick Murdoch (c) battent Sgt. Slaughter et Terry Daniels               | Match par équipes pour le championnat du monde par équipes de la WWF | 16:52 |
| 8                                          | Wendi Richter (avec Cyndi Lauper) bat The Fabulous Moolah (avec Capt Lou Albano) (c)    | Match simple pour le championnat féminin de la WWF                   | 11:20 |
| 9                                          | Paul Orndorff bat Chief Jay Strongbow                                                   | Match simple                                                         | 6:05  |
| 10                                         | Afa bat René Goulet                                                                     | Match simple                                                         | 3:43  |
| 11                                         | Antonio Inoki élimine en dernier René Goulet                                            | Bataille royale                                                      | 13:23 |
| (c) désigne les détenteur des championnats |                                                                                         |                                                                      |       |